# Mist
Mist, pseudonyme de Guillaume Lemarquier,,, né en 1972 à Paris, France, est un graffeur français.

## "Graffiti-artist"
Mist découvre le graffiti en 1988 sur le chemin de l'école, où il étudia le design pendant quatre ans. Il passa ensuite un an à pratiquer la sculpture de figurines dans une entreprise. Parallèlement, en 1992, il rejoignit le collectif de graffeurs COP (Control of Paris, aujourd’hui Children of Production) et peignit de nombreux murs avec son partenaire Steph Cop (cofondateur de la marque Homecore et créateur de la collection Imaginary Friendz). Bien que fasciné par le lettrage wildstyle, il a également développé un style qui lui est singulier.
Durant un séjour à New York, il fait la connaissance du graffeur du Bronx T-Kid grâce à Bando, graffeur français vivant alors à New York. Il intégra ainsi le crew new-yorkais TNB (The Nasty Boyz).
En 1998, il réalisa l'un de ses premiers personnages en résine "Debilz", ainsi qu'une série de toiles nommée "666". En 2002, Mist a intégré Le Club, un crew français créé par son plus fidèle compagnon de route Tilt, afin de réaliser des projets collectifs et des spectacles en groupe.

## Art Toyz
Mist a fondé en 2001 le label « Bonus Toyz » avec un ami afin de produire ses propres figurines et celles d'autres artistes choisis par leur soin. Il est entré en contact avec l'entreprise de figurines MedicomToy au cours d'un séjour à Hong Kong et Tokyo. C'est elle qui produit, entre autres, ses premières figurines articulées, « Malus » et « Bonass ».

### Réalisations
- Malus[4]
- Orus[5]
- Bonass[6]
- Goldorus[7]
- Write My Toy[8]
- Debilz[9]
- Lucius[9]
- Holybrikus
- Devilo Erectus
- Caius

### Participations
- Alpha Series, dans la collection Elements en 2009
- French Series, dans la collection Dunny en 2008
- Series 4, dans la collection Dunny en 2007
- 20", (300 pièces éditées) dans la collection Dunny en 2007
- Series 11 Artist (modèle noir), dans la collection Bearbrick en 2005
- Series 11 Artist, (modèle noir et gris), dans la collection Bearbrick en 2005
- Bonass, dans la collection Kubrick en 2004
- Malus Chrome, dans la collection Kubrick en 2003
- Malus Kaki, dans la collection Kubrick en 2002

### Toyz personnalisés
Ces Art Toyz sont des pièces uniques réalisées par Mist.
- Mad L, réalisé à l'occasion du show MadL Citizens[10], en 2008.
- Fatcap, réalisé à l'occasion de l'événement Paintball[11], organisé par Kidrobot en 2006.